# Дзянсу
Дзянсу (на китайски: 江苏; пинин: Jiāngsū) е провинция в Източен Китай. Административен център и най-голям град в провинцията е град Нанкин. Това е една от водещите провинции в сферата на финансите, образованието, технологиите и туризма. Макар че е третата най-малка по площ, тя е петата най-населена и най-гъсто населената провинция в страната. Дзянсу има най-висок БВП на глава от населението от всички китайски провинции и вторият най-висок БВП общо след Гуандун. Граничи с Шандун на север, Анхуей на запад и Джъдзян и Шанхай на юг. Бреговата линия на провинция е над 1000 km. Бреговете ѝ се мият от Жълто море, а в южната ѝ част протича река Яндзъ.
Още от времената на династиите Суй и Тан Дзянсу е национален икономически и търговски център, отчасти поради построяването на Великия китайски канал. След въвеждането на икономически реформи през 1990 г., провинцията става фокусна точка за икономическо развитие. Обикновено се смята за китайската провинция с най-висок Индекс на човешкото развитие.
В Дзянсу се намират много от водещите световни износители на електронно оборудване, химически продукти и текстили. Провинцията приема най-много чужди инвестиции в страната от 2006 г. насам.